# Museo Nacional de la Revolución
El Museo Nacional de la Revolución se encuentra en el sótano del Monumento a la Revolución y fue inaugurado el 20 de noviembre de 1986. El museo se enfoca a mostrar la historia de México y además, tiene como exposición Permanente "Sesenta y tres años en la historia de México 1857-1920" que abarca desde la promulgación de la Constitución de 1857 hasta la Presidencia de Venustiano Carranza, enfocándose en el periodo revolucionario.

## Actualidad
Con una inversión de 65 millones de pesos, reabren el Museo Nacional de la Revolución, por medio de la secretaría de Desarrollo Urbano y Vivienda en conjunto con la autoridad del espacio público capitalino, ampliaron mil 325 metros cuadrados el espacio del recinto. 
Su remodelación incluye tres secciones: 
- Museo del Sitio.
- Nueva exposición permanente.
- Sala para exposiciones temporales.

### Etapas
En el Museo del Sitio, se puede apreciar las etapas constructivas de lo que sería el Palacio Legislativo y terminó siendo el Monumento a la Revolución. La exposición permanente cuenta con más de 400 piezas que recorren la historia desde el periodo de la Reforma hasta el Cardenismo, contando con insignias, indumentarias, banderas y documentos oficiales que constatan el legado histórico del periodo revolucionario.
Así mismo, está dividida etapas como son: 
- La consolidación del Estado mexicano
- El Porfiriato.
- La Revolución Democrática.
- La Guerra Civil.
- La Constitución.

Además en la nueva museografía se rinde homenaje a La Bola, personajes anónimos que participaron en el movimiento armado, caracterizados en esculturas que dan la bienvenida al museo.

## Inclusión
El museo permite la inclusión a sus actividades, a personas con alguna discapacidad. Debido a que el acceso a él no se presenta como una limitante, si no que cuenta en sus instalaciones accesos disponibles hacia su vestíbulo y primer nivel, a través de su ascensor escénico.

## Servicios
El museo cuenta con un área especializada en los servicios de educación, con la responsabilidad de generar y aumentar el interés de la sociedad en la historia del país.

### Visitas guiadas
Se realiza un recorrido en la exposición permanente por toda la colección usando materiales didácticos, ya que se hacen con fin de tener participación de estudiantes, así como público en general, pero teniendo una máxima capacidad de 40 personas con una duración aproximada entre los 30 y 90 minutos. 

### Otros servicios
- Servicio social.
- Talleres para personas con discapacidad.
- Curso de Verano.
- Asesorías educativas.
- Cuentacuentos.

## Ubicación
Ubicado en el sótano de la Plaza de la República ubicada en la colonia Tabacalera, el Museo Nacional de la Revolución.